# Lissodendoryx complicata
Lissodendoryx complicata är en svampdjursart som först beskrevs av Hansen 1885.  Lissodendoryx complicata ingår i släktet Lissodendoryx och familjen Coelosphaeridae. Inga underarter finns listade i Catalogue of Life.